# 尤寧鎮區 (密歇根州大特拉弗斯縣)
尤寧鎮區（英語：Union Township）是位於美國密歇根州大特拉弗斯縣的一個行政鎮區。

## 地方資料
尤寧鎮區的面積為93.20平方千米，當中陸地面積為92.80平方千米，而水域面積為0.40平方千米。根據2020年美國人口普查的數據，當地共有人口1526人，而人口密度為每平方千米5.02人。